# Comuni della Repubblica Ceca (X)
Questa pagina contiene l'elenco dei comuni cechi il cui nome inizia con la lettera X.
Sono indicati il distretto e la regione d'appartenenza.
| Comune  | Distretto | Regione         |
| ------- | --------- | --------------- |
| Xaverov | Benešov   | Boemia centrale |